# Llista Lagarde
La llista Lagarde és un full de càlcul que conté els noms d'uns 2.000 potencials evasors fiscals amb comptes no declarats al banc suís HSBC a Ginebra. Rep el nom de Lagarde per la ministra d'Economia francesa Christine Lagarde, que l'octubre de 2010 la va enviar a oficials grecs per ajudar-los a prendre mesures amb l'evasió fiscal. No obstant això, van passar dos anys més fins que la llista va ser coneguda públicament, quan el periodista grec Kostas Vaxevanis la va publicar en la seva revista Hot Doc, protestant així contra el fracàs del govern grec per començar una investigació.
La llista Lagarde és només un subconjunt d'un conjunt de dades molt més gran, amb uns 130.000 noms de clients del HSBC obtingudes per la policia francesa. No s'ha de confondre amb una altra llista del Banc de Grècia d'unes 54.000 persones que van treure del país un total de 2.200 milions d'euros, i que no ha estat investigat encara.

## Història
El 2006 i 2007, un tècnic informàtic del banc HSBC a Ginebra, Hervé Falciani, va copiar presumptament dades de la seva empresa, que contenien els noms de clients de diversos països de la Unió Europea i va intentar vendre'ls a diversos governs. El gener de 2009, la policia va fer una batuda a la casa a França de Falciani i va trobar arxius informàtics amb 130.000 potencials evasors fiscals (dels quals, 24.000 eren de tot Europa) i va començar una investigació. El govern francès després va transferir la informació a alguns governs d'Europa, com el Regne Unit i Espanya, per ajudar-los a afrontar i prendre mesures en l'evasió fiscal dels seus països.

### Lliurament a les autoritats gregues
A principi d'estiu de 2010, el servei d'intel·ligència francès (Direcció General de Seguretat Exterior) va informar al llavors servei nacional d'intel·ligència grec que molts dels que apareixien en la llista de Falciani eren grecs, i que les autoritats franceses estaven llestes per enviar una llista amb els noms dels rics grecs amb compte en el banc suís per ajudar el govern grec a combatre l'evasió fiscal. El cap d'intel·ligència grec va informar al llavors ministre d'economia del govern de George Papandreou, Giorgos Papakonstantinou, que va acceptar aquesta informació en una trobada amb la ministra d'economia francesa Christine Lagarde, amb la condició que fos una trobada discreta.
A l'octubre de 2010, Lagarde va enviar una llista amb 1.991 noms a Papakonstantinou a través de canals diplomàtics en un CD sense etiquetar, que contenia fulls de càlcul d'aproximadament 2.000 comptes, ara coneguda a Grècia com la llista Lagarde. Més tard, Papakonstantinou va anunciar al parlament que havia posat tots els arxius a disposició del nou cap de la policia fiscal - la Unitat grega de Crims Financers i Econòmics (SDOE) - i els va demanar que s'iniciés una investigació completa. No obstant això, les autoritats fiscals van triar no fer-ho i quan Papakonstantinou va deixar el càrrec a mitjan 2011, el CD s'havia extraviat. El successor de Papakonstantinou, Evànguelos Venizelos, líder del partit socialdemòcrata PASOK va fer una còpia a la memòria flaix i va començar una petita investigació per si algun dels nomenats en la llista havien comès algun delicte fiscal. La investigació només va arribar a uns deu polítics i no hi va haver accions legals. Va ser quan el ministre d'Economia Iannis Sturnaras es va interessar sobre la pèrdua d'informació i va voler demanar a París una còpia, que Venizelos suposadament va recordar que havia deixat la memòria USB amb les dades al calaix de la seva secretària.
A principis d'octubre de 2012, el llavors ministre de Defensa Yiannis Sbokos va ser arrestat en un escàndol de corrupció política, acusat de suborn i blanqueig de diners. L'endemà, l'antic ministre d'Interior Leonidas Tzanis durant 1999-2001, es va trobar mort al soterrani de casa seva, on aparentment s'hauria penjat. Vlassis Kambouroglou, un altre empresari (i antic director de Drumilan International, una empresa involucrada en la venda del sistema de míssils rus Tor-M1 a Grècia) acusat d'estar involucrat en l'escàndol va ser trobat també mort en una habitació d'hotel a Jakarta. Va ser la segona persona coneguda que va morir en misterioses circumstàncies en només 5 dies. Tant el nom de Tzanis com el de Kambouroglou estaven en la Llista Lagarde.

## Publicació
El 28 d'octubre de 2012, el periodista i editor grec Kostas Vaxevanis va afirmar haver aconseguit la llista i va publicar un document amb 2.056 noms en la seva revista Hot doc. L'endemà va ser arrestat per violar les lleis de privacitat, afrontant condemnes de fins a dos anys. En el judici celebrat tres dies després, Vaxevanis va ser declarat no culpable.